# Dvercepalatset
Dvercepalatset (kroatiska: Palača Dverce), tidigare kallat Burattipalatset (Palača Buratti), är ett palats och representationsbyggnad i Zagreb i Kroatien. Byggnaden är belägen i Övre staden i Zagrebs historiska kärna. Den ägs av staden och används sedan 1912 av borgmästaren och kommunfullmäktige som representationsbyggnad. Byggnaden är kulturmärkt och dess nuvarande utseende härrör från ombyggnationen på 1800-talet som leddes av arkitekten Kuno Waidmann. Palatsets adress är Katarinas torg (Katarinin trg) 6.   

## Historik
Den u-formade byggnaden fick sin nuvarande skepnad genom en ombyggnad 1881-1883 av en äldre barockbyggnad från 1700-talet. Ombyggnationen skedde på uppdrag av grevinnan Klotilda Buratti, dotter till Ambroz Vraniczany som hade ägt palatset sedan 1857. Grevinnan lät testamentara palatset som 1912 enligt hennes vilja övergick i stadens ägo.  

### Fotnoter
1. 1 2 3  Zagrebs stadsinstitut för skydd av kulturminnen och natur Arkiverad 12 augusti 2014 hämtat från the Wayback Machine. (kroatiska)